# Càstor Pérez Diz
Càstor Pérez Diz (Coll de Nargó, Lérida, 11 de noviembre de 1955-Palafrugell, 10 de noviembre de 2010) fue un músico de habaneras español. Fue heredero cultural de los viejos cantantes de habaneras y de canción de taberna. Desde 1977 continuó el trabajo de divulgación y recopilación documental entorno de la habanera iniciado por Ernest Morató Vigorós, ampliando el campo de acción al canto de taberna en general.

## Biografía

### Origen e infancia
Càstor Pérez Diz (1955-2010) nació en Coll de Nargó un pueblo de la provincia de Lérida el 11 de noviembre de 1955. De padres gallegos, de un pueblo de la provincia de Orense llamado Correchouso, era el menor de tres hermanos.
Gracias al trabajo de su padre, la familia anduvo por muchos lugares de la península, hecho que provocó que no tuviera una residencia fija durante su infancia. Sus primeros estudios fueron cursados en Balaguer (Lérida), después la familia se trasladó a Riudarenas (Gerona), posteriormente a Antequera (Málaga), Vidreras (Gerona), Barberá del Vallés (Barcelona) y finalmente se instaló en Palafrugell (Gerona). Fue padre de la cantante Silvia Pérez Cruz.

### Introducción y evolución
Su vinculación con la habanera empieza a los diecisiete años. En el año 1972 se incorpora junto con Francesc “Xiqui” Ramon al grupo Port-Bo formado por Ernest Morató, Carles Mir y Josep Xicoira, “Pitu Rompos” para cubrir la cuerda de bajo y acompañar con la guitarra.
Cinco años más tarde, el 1977, los tres fundadores deciden dejar paso a la juventud que venía con fuerza, suficientes conocimientos e implicación para poder continuar con la labor que ellos habían empezado. Es entonces cuando Càstor se hace cargo de la dirección musical del grupo. Estuvo vinculado a este grupo durante veintidós años y grabó seis trabajos discográficos.
En el año 1994, deja el grupo junto con Fonsu Carreras, y junto a Pere Bahi forman el grupo “Caobana”. Un año más tarde (1995), este último se va del grupo y Fonsu y Càstor forman el grupo “Es Caliu” pero dada la coincidencia en nombre con otro, al cabo de unos años lo cambian por Duet.
Después de siete años, en 2001, Lluís Bofill se incorpora con ellos para enriquecer la cobertura musical. El grupo Duet tiene grabados cuatro trabajos discográficos que han sido referencia para muchos grupos de habaneras.
En 2003, Càstor Pérez toma la decisión de unir esfuerzos con el dueto Àmfora formado per Pere Molina y Xavi Jonama, juntos forman el grupo L'Empordanet, del cual Càstor también se hace cargo de la dirección musical del grupo. Con este grupo graba dos trabajos discográficos más. Estaban preparado el tercer trabajo cuando Càstor Pérez fallece.
Cubacant fue el último proyecto que inició el músico en 2008 junto con la cantante Neus Mar y al percusionista Enric Canada para acercarnos a las habaneras de principios de siglo XIX, y parte de las del siglo XIX hechas en Cuba para ser cantadas por voz femenina. El espectáculo se denominó igual que el trabajo discográfico que grabaron “L'Essència de l'havanera”.
A principios de 2010, se incorpora al grupo Francesc “Xiqui” Ramon consolidando así Cubacant como un nuevo grupo de habaneras.

## Divulgación
En 1989, fue designado Coordinador de los estudios de la habanera para la península. A lo largo de su dilatada carrera realizó conferencias, exposiciones, coloquios, publicaciones y composiciones.

## Publicaciones
- 1988 Libro divulgativo Port-Bo, havaneres.
- 1995 Libro L'Havanera, un cant popular. (Edicions Medol, Tarragona, 1995) Autores: Càstor Pérez, Andreu Navarro, María Teresa Linares y Mirna Guerra.

## Composiciones
Musicando textos de Glòria Cruz:
- Temps perdut (1986).
- Vestida de nit (1988).

Musicando textos d'Antonio Serrano de Haro:
- La Habana se llama Elena (1990).

Musicando textos de Dolors Puig:
- Vine (2002).

Musicando textos de Magí Torner:
- El mariner feliç.

## Trabajos discográficos
Con el grupo Port-Bo
- (1968) Calella de Palafrugell i les Havaneres.
- (1978) Allà en la Habana.
- (1983) Bo i cantant.
- (1983) Habaneras.
- (1988) Temps perdut.
- (1990) De L'Empordà a l'Havana.

Con el grupo Duet
- Vora la mar, a prop teu.
- Cançó de taverna.
- Passeig per la memòria.
- Flor de lluna.

Con el grupo L'Empordanet
- Heretatge.
- Indians.

Con el grupo Cubacant
- L'Essència de l'havanera.